# 雅博兰迪
雅博兰迪是巴西巴伊亚州的一个市镇。总面积9,479.853平方公里，2007年总人口8,735人，人口密度0.92人/平方公里。